# Boniface Ngulinzira
 (avril 2017).
Si vous disposez d'ouvrages ou d'articles de référence ou si vous connaissez des sites web de qualité traitant du thème abordé ici, merci de compléter l'article en donnant les références utiles à sa vérifiabilité et en les liant à la section « Notes et références ».
Boniface Ngulinzira, né le 12 juillet 1950[réf. nécessaire] au (Rwanda et mort le 11 avril 1994 à Kicukiro, est un homme politique rwandais. 
Il est l’un des principaux hommes politiques rwandais qui se sont opposés à la dictature du président Juvénal Habyarimana et qui sont morts assassinés dans les premiers jours du début du génocide perpétré contre les Tutsis et des massacres des Opposants politiques au Rwanda en 1994.   

## Biographie
Boniface Ngulinzira est l’un des membres fondateurs du Mouvement Démocratique Républicain rénové (MDR), l’un des principaux partis politiques de l’opposition nés au début des années 1990. Nommé ministre des Affaires Étrangères et de la Coopération au sein d’un gouvernement d’union nationale élargi aux partis d’opposition en 1992, il devient automatiquement chef de la délégation du gouvernement rwandais pour négocier les Accords de Paix d’Arusha avec le FPR, opposition armée des réfugiés rwandais (essentiellement tutsis), qui avait attaqué le Rwanda à partir de l’Ouganda en octobre 1990. Grand partisan de la paix et de l’union du peuple rwandais, il s’investit totalement dans cette mission parce qu’il rêve d’un Rwanda où toutes les ethnies (hutu, tutsi et twa) vivraient en harmonie et sur le même pied d’égalité.

### Pensée: Un autre Rwanda possible
Boniface Ngulinzira voulait que le Rwanda retrouve la paix et soit définitivement une démocratie basée sur le multipartisme. Son rêve était que le Rwanda devienne un pays où il fait bon vivre pour chaque Rwandais, quelle que soit son ethnie, sa région ou son appartenance idéologique. En s’engageant en politique il voulait œuvrer pour la réconciliation et l’union du peuple rwandais. Le processus démocratique auquel il participait activement devait mettre fin aux tensions inter-ethniques et inter-régionales qui ont douloureusement marqué l’histoire du Rwanda. Il disait qu’aucun Rwandais ne pouvait prétendre aimer le Rwanda plus que ses compatriotes et que nul ne pouvait affirmer avoir plus de droits que les autres. Il voulait que tous les Rwandais construisent désormais le Rwanda ensemble.

### Opposition
Avant l’ouverture du MRND, le parti du président Habyarimana, au multipartisme, Boniface Ngulinzira fait partie d'un groupe de réflexion sur l’état de la politique du moment et par la suite, il s’associe avec d’autres, qui cherchent le renouveau comme lui, pour fonder le MDR rénové.
En 1991, l’accès au bâtiment de la Présidence de la République où il occupe le poste de Conseiller du Président en Affaires éducationnelles lui est refusé. Le motif de ce renvoi brutal ne lui sera jamais révélé mais quelques mois plus tôt, il a été convoqué dans le bureau du Président Habyarimana, pour un entretien privé dans lequel il lui est demandé de s’expliquer sur son choix d’adhérer à un parti politique autre que le MRND. 
Dans son livre, l’ancien ambassadeur de la Belgique au Rwanda, Johan Swinnen, souligne que « l’opposition de Ngulinzira au régime de Habyarimana est non viscérale mais plutôt rationnelle ». Il dit également que « Ngulinzira lui confie alors sa crainte que le président Habyarimana ne prépare un plan machiavélique pour son pays ». Autrement dit, il ne veut pas partager le pouvoir, et s'il doit couler, il coulera avec le pays. 
Dans un meeting du MDR, le 28 janvier 1993, Ngulinzira charge le président Habyarimana. Il lui rappelle que s’il ne veut pas signer les accords de paix pour en finir avec la guerre, et tenir un rôle clé qui ne lui a pas été contesté, d’autres prendront la responsabilité de signer à sa place. Boniface Ngulinzira, alors homme d’État, avoue que son pays ne respecte pas la loi, et dénonce les violences engendrées par le MRND (le parti rénové du président Habyarimana) et le CDR (un parti de Hutu extrémistes en coalition avec le  MRND).

### Persécution
Le chemin parcouru, depuis le début des négociations des accords de Paix d’Arusha en 1992 jusqu’à leur signature en 1993, est long et parsemé de nombreuses embûches tendues par le président Habyarimana et ses courtisans qui ne veulent pas partager le pouvoir.
C’est ainsi que Habyarimana et ses acolytes, peu désireux de signer des accords de Paix avec le FPR, s’investissent dans une campagne de diabolisation de Boniface Ngulinzira. Malgré les rapports faits quotidiennement au Président et au Gouvernement, il est accusé de vendre et de négocier avec le FPR pour ses propres intérêts. Habyarimana parvient à convaincre son entourage que les textes négociés à Arusha sont l’œuvre de Ngulinzira, et de Nsengiyaremye, alors premier ministre, qui veulent vendre le pays au FPR. 
Léon Mugesera, un cadre du MRND, dans son fameux discours incendiaire de Kabaya (Gisenyi), traite Boniface Ngulinzira « d’Inyenzi » (cafard), qui négocie avec les autres Inyenzi. (cafard : terme péjoratif que les génocidaires utilisaient pour désigner les Tutsi).
En avril 1993, la crise politique rwandaise est à son comble et le premier ministre Dismas Nsengiyaremye est limogé. Mme Agathe Uwilingiyimana est désignée premier ministre. Elle propose à Boniface Ngulinzira de le reconduire à son poste de Ministre des Affaires Étrangères afin qu’il mène à bonne fin les négociations en cours. Boniface Ngulinzira décline l’offre. Certaines sources disent qu’il se retire par solidarité à Dismas Nsengiyaremye. Boniface  Ngulinzira n’expliquera jamais son retrait en public, mais il sait, et il le confie à ses proches, que tant qu’il sera  Ministre des Affaires étrangères, Habyarimana ne signera jamais ces Accords. Après la démission de Boniface  Ngulinzira, Habyarimana se montrera plus conciliant. C’est le Ministre Anastase Gasana qui conduira les Accords de Paix jusqu’à leur signature en août 1993.  Boniface Ngulinzira, qui à ce moment-là, est professeur permanent de Linguistique Africaine à l’Université Nationale du Rwanda, sera également présent à la cérémonie de signature.

### Hutu ou Tutsi
La question de l’ethnie de Boniface Ngulinzira revient souvent dans la presse rwandaise des années quatre-vingt-dix. La presse pro-Habyarimana, s’acharne à le diaboliser, dès son adhésion à un parti d’opposition, et à partir d’avril 1992, elle le décrit comme un Tutsi dangereux qui négocie avec ses frères du FPR. En 2016, la diaspora rwandaise de la Pologne fait une exposition-photos sur le génocide des Tutsi. On peut voir sur l’une des photos, des Interahamwe tenant une pancarte sur laquelle on lit : « Nous dénonçons Ngulinzira qui vend notre pays »
Le régime de Habyarimana va jusqu’à faire disparaître son dossier des services d’état civil de l’administration. Les copies de pièces d’identité et de fiches scolaires diffusées dans les médias sont fabriquées de toutes pièces. Il est comme effacé du registre national de l’État. Agacé mais tenace, il adresse une lettre au Ministre de l’Intérieur en 1993, lui demandant de lui conférer une ethnie qu’il jugera bon lui convenir, puisque son ethnie suscite autant de débats dans le pays. Boniface Ngulinzira ne recevra jamais de réponse, et s’amusera à dire, lors d’un dîner chez l’Ambassadeur des États-Unis qu’il est le seul rwandais sans ethnie. Et à sa famille, il répétera sans cesse : « Ce n’est pas l’ethnie qui fait l’âme ni la valeur d’un homme (l’humain) ». Sur son ethnie et sa diabolisation, il ne répondra jamais aux attaques de la presse, à qui il confie un jour : « Démentir est un job à temps plein ».
Dans sa bibliographie Un autre Rwanda Possible : Combat Posthume sa femme, Florida Mukeshimana, raconte la révolte que cette persécution ethnique a généré sur leurs quatre enfants, qui ne veulent plus entendre parler « d’ethnies ».

### Assassinat
Le 11 avril 1994 Boniface Ngulinzira est assassiné au Mont Nyanza, Kicukiro (Kigali, Rwanda) par des militaires et des miliciens du régime Habyarimana qui avaient commencé des assassinats massifs de Tutsi et d'opposants politiques le soir du 6 avril 1994, juste après l’attentat contre l’avion du président Habyarimana. Menacé depuis son adhésion à un parti d’opposition et plus particulièrement lors des négociations de paix d’Arusha, Boniface s’était réfugié, le matin du 7 avril, à École Technique Officielle (en) (ETO), campement militaire principal des casques bleus belges de la MINUAR. Le 11 avril 1994 Boniface Ngulinzira, sa famille et trois mille autres réfugiés sont abandonnés par les casques bleus belges et quelques militaires français (ces derniers sont là pour aider les casques bleus belges à l’évacuation des expatriés) et ainsi laissés à la merci des miliciens et des militaires de la garde présidentielle,,,.  
Plus tôt dans la journée, Boniface Ngulinzira a également demandé aux militaires français de l’opération Amaryllis de l’évacuer mais ceux-ci ont également refusé.
Boniface Ngulinzira est l’une des innombrables victimes du génocide des Tutsis et des massacres des opposants politiques, orchestré par les inconditionnels du régime Habyarimana. Sa femme et ses enfants passèrent les trois mois du génocide en cavale, recherchés par les génocidaires et parviennent à s'en sortir. Ils vivent depuis en Belgique et au Grand-Duché de Luxembourg[réf. nécessaire]. 
Boniface Ngulinzira repose anonymement au Mémorial du Génocide de Kicukiro-Nyanza.

## Procès contre l’État Belge
En 2004, la famille de Boniface Ngulinzira et d’autres victimes survivantes de l’ETO Kicukiro, intentent un procès contre l’État Belge, après avoir eu des éléments suffisants prouvant que la décision d’abandonner les réfugiés de l’ETO a été prise à Bruxelles et non au siège de l’ONU,,,,.
En 2011, une première décision du Tribunal de Première instance de Bruxelles confirme que c’est bel et bien la Belgique qui a pris la décision de laisser plus de 3 000 personnes à la merci des génocidaires. Les avocats de l’État belge interjettent l’appel sans attendre les conclusions finales du tribunal, et depuis cette date, le procès semble gelé[réf. nécessaire].

## Carrière politique
- Membre fondateur du MDR rénové
- Membre du comité politique du MDR de Ruhengeri (Préfecture)
- Ministre des Affaires étrangères et de la Coopération du Rwanda[22]
- Principal artisan des Accords de Paix d’Arusha

### Carrière professionnelle et ministérielle
- 1974 -1985 : Membre de la section « Français » au Bureau Pédagogique
- 1977-1982 : Chef de la section « Kinyarwanda » au Bureau Pédagogique
- 1978-1984 : Directeur adjoint du Bureau Pédagogique
- 1984-1985: Directeur du Bureau Pédagogique
- 1985-1989: Directeur général de la Culture et des Beaux-Arts au Ministère de l’Enseignement supérieur et de la Recherche scientifique
- 1989-1991: Secrétaire générale des Affaires éducationnelles à la Présidence de la République
- 1991-1992: Président du conseil d’administration d’ORINFOR (Office Rwandais de l’Information)
- 1992-1993: Ministre des Affaires étrangères et de la Coopération
- 1993-1994: Professeur permanent à l’Université Nationale du Rwanda

### Autres activités
- Partisan de la première heure de l’élargissement du MRND, parti unique, au multipartisme
- Partisan historique du retour pacifique de tous les réfugiés rwandais
- Linguiste et pédagogue
- Écrivain d’articles scientifiques sur la langue rwandaise (Kinyarwanda) et l’usage de la langue française au Rwanda
- Professeur visiteur à l’Université Nationale du Rwanda
- Président de la Commission nationale rwandaise pour l'UNESCO
- Membre fondateur de l’école secondaire privée de Kirambo et d’une école maternelle à Kacyiru, accessible par les enfants des milieux populaires.

## Famille
Boniface Ngulinzira s’est marié en 1974 avec Florida Mukeshimana (1951-). Ils ont eu ensemble quatre enfants: Isaro S. (1976-), Uwukuli C. (1976-), Isabo O. (1978-) et Ujeneza M.-Y. (1981-).  

## Diplômes
- Philologie romane, Université Catholique de Louvain (Leuven), Belgique, 1974
- Linguistique africaine, Université Libre de Bruxelles, Belgique, 1977